# ФК Горњик Ленчна
ФК Горњик Ленчна је пољски фудбалски клуб из градића Ленчне, у Пољској. Основан је 1979. године. Боје су зелена и црна. Екипа је била прволигаш од 2003. до 2007. године, када су искључени из лиге због корупције и пребачени у трећу лигу. Вратили су се у другу лигу, где сад играју.

## Успеси
- Екстракласа: 7. место 2004/05.
- Куп Пољске: полуфинале 2022/23.

## Састав екипе
| Бр. |          | Позиција | Играч                 |
| --- | -------- | -------- | --------------------- |
|     | Словачка | Г        | Јакуб Гертл           |
|     | Пољска   | Н        | Павел Гловацки        |
|     | Пољска   | С        | Пјотр Карван          |
|     | Пољска   | С        | Рафал Косјец          |
|     | Пољска   | С        | Пјотр Рафалски        |
|     | Пољска   | О        | Павел Томчук          |
|     | Пољска   | С        | Криштоф Касимјерчак   |
|     | Бразил   | С        | Валас Перес Беневенте |

| Бр. |              | Позиција | Играч             |
| --- | ------------ | -------- | ----------------- |
|     | Пољска       | Н        | Дамјан Флис       |
|     | Пољска       | О        | Рафал Нижник      |
|     | Пољска       | О        | Камил Стахира     |
|     | Пољска       | Г        | Славомир Назарук  |
|     | Србија       | О        | Вељко Никитовић   |
|     | Пољска       | О        | Камил Стахира     |
|     | Пољска       | С        | Криштоф Радвањски |
|     | Буркина Фасо | О        | Прежис Накулма    |

## Некадашњи познати играчи
- Гжегож Броновицки
- Вељко Никитовић
- Прежис Накулма
- Пжемислав Титон